# Jimmy Nail
Jimmy Nail (* 16. März 1954 in Newcastle upon Tyne als James Michael Aloysius Bradford) ist ein britischer Schauspieler und Sänger.

## Leben und Leistungen
Nail war Ende der 1970er Jahre Mitglied der Band The Crabs. Im Jahr 1992 erreichte sein Song Ain't No Doubt die erste Position in den britischen Charts.
Nail debütierte als Schauspieler in der Mini-Fernsehserie Spyship aus dem Jahr 1983. In der SF-Komödie Star Cracks – Die irre Bruchlandung der Außerirdischen (1985) spielte er eine der größeren Rollen. Im Horrorfilm Das Tier II (1985) spielte er an der Seite von Christopher Lee. Für die Musik der Mini-Fernsehserie Crocodile Shoes (1994), in der er eine der Hauptrollen spielte, wurde er 1995 für den BAFTA Award nominiert. Im Film Evita (1996) trat er neben Madonna, Antonio Banderas und Jonathan Pryce auf.
In den Jahren 2012/13 war Jimmy Nail an der Entwicklung des Albums und Musicals The Last Ship des britischen Sängers Sting involviert.
Nail ist mit Miriam Jones verheiratet und hat zwei Söhne.

## Filmografie (Auswahl)
- 1985: Star Cracks – Die irre Bruchlandung der Außerirdischen (Morons from Outer Space)
- 1985: Wallenberg: A Hero’s Story
- 1985: Das Tier II (Howling II: Stirba – Werewolf Bitch)
- 1988: Die Malteser des Falken (Just Ask for Diamond)
- 1988: Dream Demon – Traumdämon (Dream Demon)
- 1996: Evita
- 1998: Still Crazy
- 1999: Swing
- 2000: Das zehnte Königreich
- 2004: Sunday for Sammy 2004

## Diskografie

### Alben
| Jahr | Titel                          | Höchstplatzierung, Gesamtwochen, AuszeichnungChartplatzierungen (Jahr, Titel, Platzierungen, Wochen, Auszeichnungen, Anmerkungen) | Höchstplatzierung, Gesamtwochen, AuszeichnungChartplatzierungen (Jahr, Titel, Platzierungen, Wochen, Auszeichnungen, Anmerkungen) | Höchstplatzierung, Gesamtwochen, AuszeichnungChartplatzierungen (Jahr, Titel, Platzierungen, Wochen, Auszeichnungen, Anmerkungen) | Höchstplatzierung, Gesamtwochen, AuszeichnungChartplatzierungen (Jahr, Titel, Platzierungen, Wochen, Auszeichnungen, Anmerkungen) | Anmerkungen                                                                               |
| Jahr | Titel                          | DE | AT | CH | UK | Anmerkungen                                                                               |
| ---- | ------------------------------ | --- | --- | --- | --- | ----------------------------------------------------------------------------------------- |
| 1992 | Growing Up in Public           | — | — | — | UK2 Gold · (12 Wo.)UK | Erstveröffentlichung: 27. Juli 1992 Produzenten: Danny Schogger, Guy Pratt, Jimmy Nail    |
| 1994 | Crocodile Shoes                | — | — | — | UK2 ×3Dreifachplatin · (35 Wo.)UK                                                                                                 | Erstveröffentlichung: 21. November 1994 Produzenten: Jimmy Nail, Jon Kelly, Tony McAnaney |
| 1995 | Big River                      | — | — | — | UK8 Platin · (18 Wo.)UK | Erstveröffentlichung: 6. November 1995 Produzenten: Danny Schogger, Jimmy Nail            |
| 1996 | Crocodile Shoes II             | — | — | — | UK10 Platin · (13 Wo.)UK | Erstveröffentlichung: 8. November 1996 Produzenten: Jimmy Nail, Steve Robson              |
| 1997 | The Nail File – The Best Of    | — | — | — | UK8 Gold · (15 Wo.)UK | Erstveröffentlichung: 6. Oktober 1997 Kompilation                                         |
| 1999 | Tadpoles in a Jar              | — | — | — | UK79 (1 Wo.)UK | Erstveröffentlichung: 3. Mai 1999 Produzenten: Jon Kelly, Jeff Lynne                      |
| 2001 | 10 Great Songs and an Ok Voice | — | — | — | UK76 (1 Wo.)UK | Erstveröffentlichung: 30. April 2001 Produzenten: Danny Schogger, Jimmy Nail              |

Weitere Alben
- 1986: Take It or Leave It

### Singles
| Jahr | Titel Album                                         | Höchstplatzierung, Gesamtwochen, AuszeichnungChartplatzierungen (Jahr, Titel, Album, Platzierungen, Wochen, Auszeichnungen, Anmerkungen) | Höchstplatzierung, Gesamtwochen, AuszeichnungChartplatzierungen (Jahr, Titel, Album, Platzierungen, Wochen, Auszeichnungen, Anmerkungen) | Höchstplatzierung, Gesamtwochen, AuszeichnungChartplatzierungen (Jahr, Titel, Album, Platzierungen, Wochen, Auszeichnungen, Anmerkungen) | Höchstplatzierung, Gesamtwochen, AuszeichnungChartplatzierungen (Jahr, Titel, Album, Platzierungen, Wochen, Auszeichnungen, Anmerkungen) | Anmerkungen                                                                                           |
| Jahr | Titel Album                                         | DE | AT | CH | UK | Anmerkungen                                                                                           |
| ---- | --------------------------------------------------- | --- | --- | --- | --- | --- |
| 1985 | Love Don’t Live Here Anymore Take It or Leave It    | — | — | — | UK3 Silber · (11 Wo.)UK | Erstveröffentlichung: 15. April 1985 Autor: Miles Gregory Original: Rose Royce, 1978                  |
| 1992 | Ain’t No Doubt Growing Up in Public                 | DE18 (23 Wo.)DE | AT14 (9 Wo.)AT | CH21 (10 Wo.)CH | UK1 Gold · (12 Wo.)UK | Erstveröffentlichung: 29. Juni 1992 Autoren: Charlie Dore, Danny Schogger, Guy Pratt, Jimmy Nail      |
| 1992 | Laura Growing Up in Public                          | — | — | — | UK58 (2 Wo.)UK | Erstveröffentlichung: 21. September 1992 Autoren: Charlie Dore, Danny Schogger, Guy Pratt, Jimmy Nail |
| 1994 | Crocodile Shoes                                     | — | — | — | UK4 Gold · (23 Wo.)UK | Erstveröffentlichung: 14. November 1994 Autor: Tony McAnaney                                          |
| 1995 | Cowboy Dreams Crocodile Shoes                       | — | — | — | UK13 (8 Wo.)UK | Erstveröffentlichung: 29. Januar 1995 Autor: Paddy McAloon                                            |
| 1995 | Calling Out Your Name Crocodile Shoes               | — | — | — | UK65 (5 Wo.)UK | Erstveröffentlichung: 24. April 1995 Autor: Jimmy Nail                                                |
| 1995 | Big River                                           | — | — | — | UK18 (5 Wo.)UK | Erstveröffentlichung: 16. Oktober 1995 Autor: Jimmy Nail                                              |
| 1995 | Love Big River                                      | — | — | — | UK33 (5 Wo.)UK | Erstveröffentlichung: 11. Dezember 1995 Autor: John Lennon Original: The Lettermen, 1971              |
| 1995 | Big River ’96 Big River                             | — | — | — | UK72 (3 Wo.)UK | Erstveröffentlichung: 22. Januar 1996 Remix: Jon Kelly                                                |
| 1996 | Country Boy Crocodile Shoes II                      | — | — | — | UK25 (8 Wo.)UK | Erstveröffentlichung: 4. November 1996 Autor: Jimmy Nail                                              |
| 1997 | Black & White The Nail File: The Best of Jimmy Nail | — | — | — | UK76 (1 Wo.)UK | Erstveröffentlichung: 13. Oktober 1997 mit Ranking Roger Autoren: David Arkin, Earl Robinson          |
| 1998 | The Flame Still Burns Still Crazy (Soundtrack)      | — | — | — | UK47 (3 Wo.)UK | Erstveröffentlichung: 9. November 1998 mit Strange Fruit; vom Soundtrack des Films Still Crazy        |
| 1999 | Blue Beyond The Grey Tadpoles in a Jar              | — | — | — | UK87 (1 Wo.)UK | Erstveröffentlichung: 26. April 1999 Autor: Jimmy Nail                                                |

Weitere Singles
- 1986: That’s the Way Love Is
- 1986: Walk Away / Airwaves
- 1992: Only Love (Can Bring Us Home)
- 1992: Beautiful
- 1994: Only One Heart
- 1996: Blue Roses
- 1997: Running Man

## Auszeichnungen für Musikverkäufe
| Goldene Schallplatte - Australien - 1992: für die Single Ain’t No Doubt |

Anmerkung: Auszeichnungen in Ländern aus den Charttabellen bzw. Chartboxen sind in ebendiesen zu finden.
| Land/RegionAuszeichnungen für Musikverkäufe (Land/Region, Auszeichnungen, Verkäufe, Quellen) | Silber  | Gold     | Platin     | Verkäufe  | Quellen     |
| -------------------------------------------------------------------------------------------- | ------- | -------- | ---------- | --------- | ----------- |
| Australien (ARIA)                                                                            | —       | Gold1    | —          | 35.000    | aria.com.au |
| Vereinigtes Königreich (BPI)                                                                 | Silber1 | 4× Gold4 | 5× Platin5 | 2.700.000 | bpi.co.uk   |
| Insgesamt                                                                                    | Silber1 | 5× Gold5 | 5× Platin5 |           |             |